# Palaeontographica

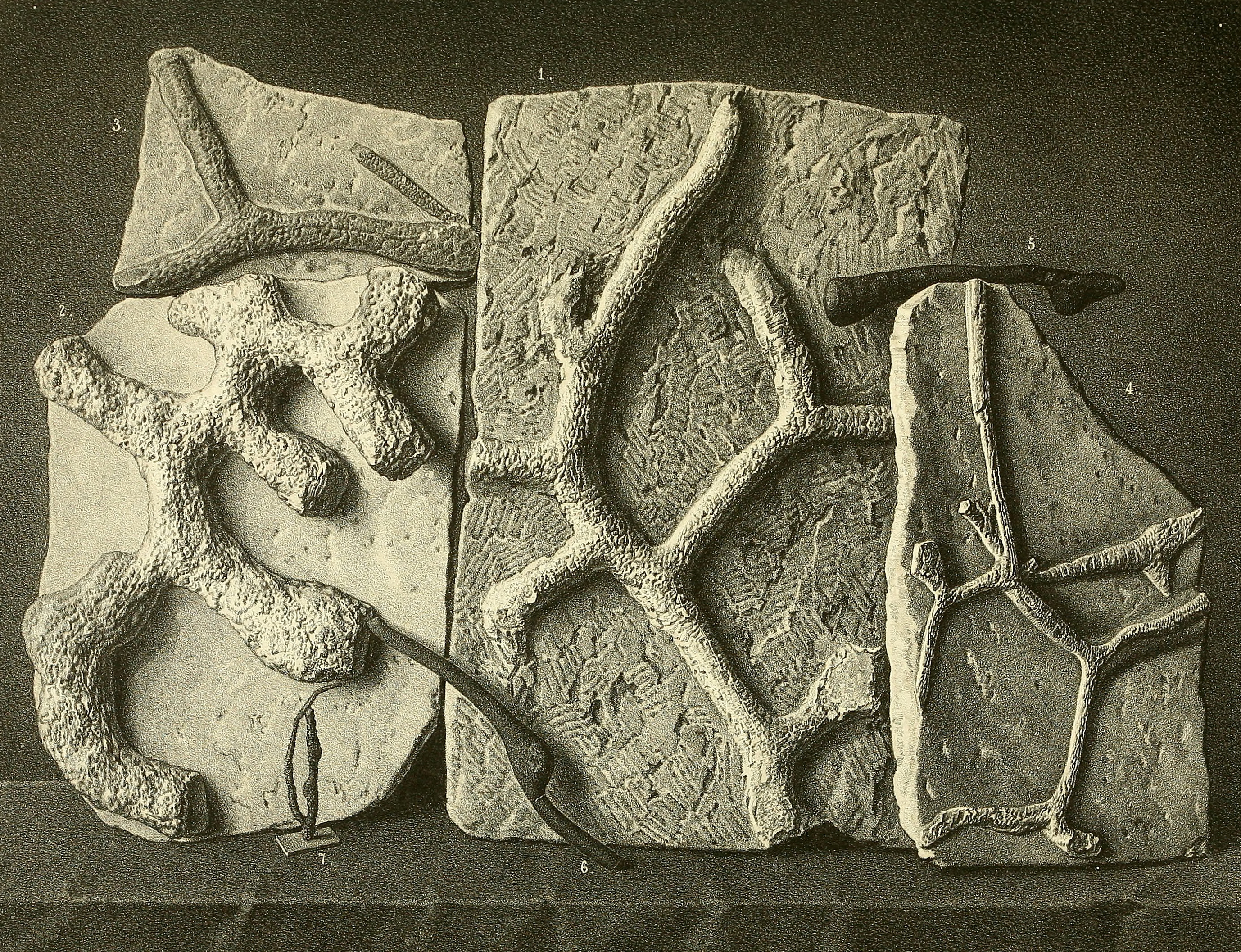
Illustratie uit Palaeontographica, 1871.

Palaeontographica was een wetenschappelijk tijdschrift op het gebied van de paleontologie. Het is in 1846 opgericht door Wilhelm Dunker en Hermann von Meyer. In 1933 is het gesplitst in twee delen: Palaeontographica A, dat voornamelijk over fossiele dieren gaat (paleozoölogie), en Palaeontographica B over fossiele planten (paleobotanie).